# Dán Nemzeti Múzeum
A Dán Nemzeti Múzeum (dán nyelven: Nationalmuseet) Koppenhágában található. Dánia legnagyobb kultúrtörténeti múzeuma, ahol számos leletet őriznek a dán történelemből és Dánián kívül több országból. A múzeum főépülete a Prinsens Palæ (volt hercegi palota) nem messze található Koppenhága központjától a Strøgettől, a Frederiksholms-csatorna mellett. A múzeumban számos, a világ különböző pontjairól származó kiállítást tartanak. A Dán Nemzeti Múzeum szponzorál több archeológiai és antropológiai kutatást, amelyek célja Grönland múltjának alaposabb feltérképezése.
A múzeum számos nemzeti elkötelezettséget vállalt magára, részben a következő területeken: archeológia, etnológia, numizmatika, etnográfia, természettudományok, állagmegóvás, kommunikáció, valamint antikvárium létrehozása a dán egyházakkal közösen, akárcsak a dán nemzeti kincsek gondozása.

## Kiállításai
A múzeum kiállításai felölelik a teljes dán történelem 1400 éves történetét a jégkorszaki rénszarvasvadászoktól, a viking kor művészetén át a középkor istenein keresztül egészen napjainkig. A múzeumban kiállított leletek közt megtalálhatóak a viking kortól a mai korig a különféle pénzérmék, illetve görög és római kori pénzérmék is. Továbbá itt található Dánián belül a legrészletesebb leletgazdagsággal rendelkező görög, illetve római kori leletegyüttes, valamint közel-keleti és egyiptomi leletek is. Példának okáért a múzeum gyűjteménye tartalmazza a dán történész Tell Shemshara 1957-es ásatásainak leleteit is.Ehhez kapcsolódóan a tárlaton a látogatók megismerhetik a dán emberek és az ország történelmét különböző történeteken keresztül, valamint a fontosabb dán történelmi személyek életpályáját, elsősorban 1560-tól 2000-ig.

## A múzeum  igazgatói
- Christian Jürgensen Thomsen (1825–1865)
- Jens Jacob Asmussen Worsaae (1856–1874)
- Oluf Olsen (1981–1995)
- Steen Hvass (1996–2001)
- Carsten U. Larsen (2002–2008)
- Per Kristian Madsen (2008-tól napjainkig)

## Képgaléria

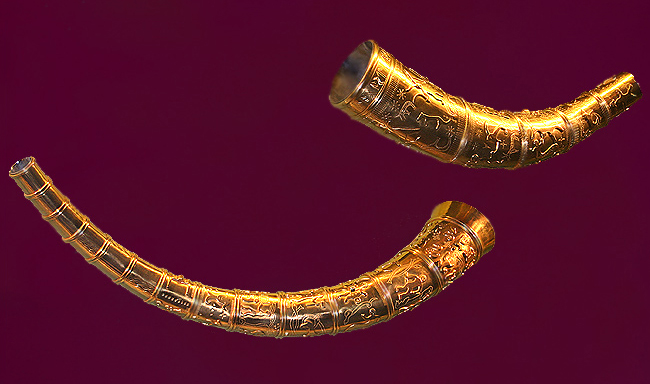
Gallehus aranyszarvainak két másolata a 4. század környékéről
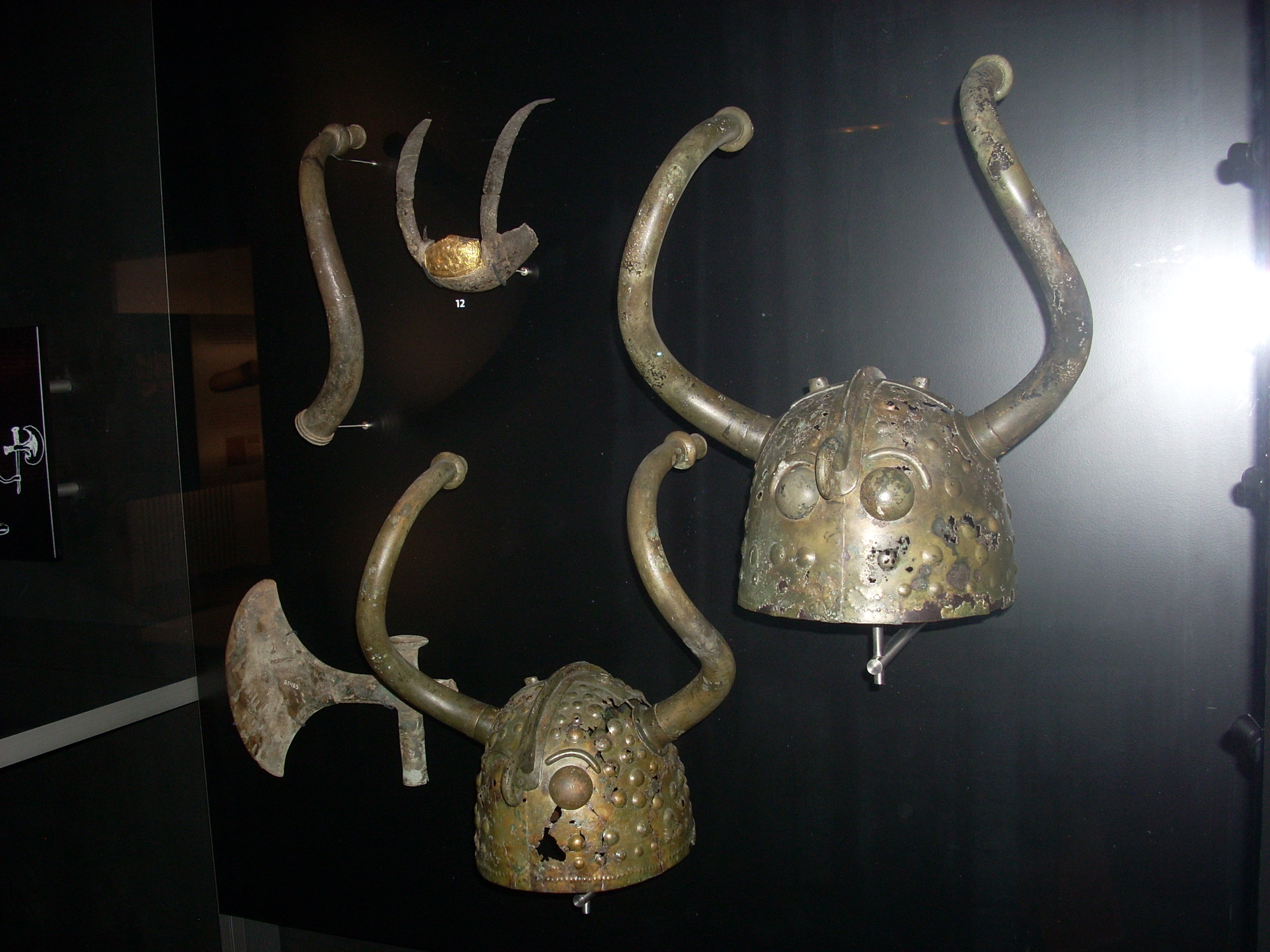
Bronzkori szarvsisakok Brøns Mose környékéről
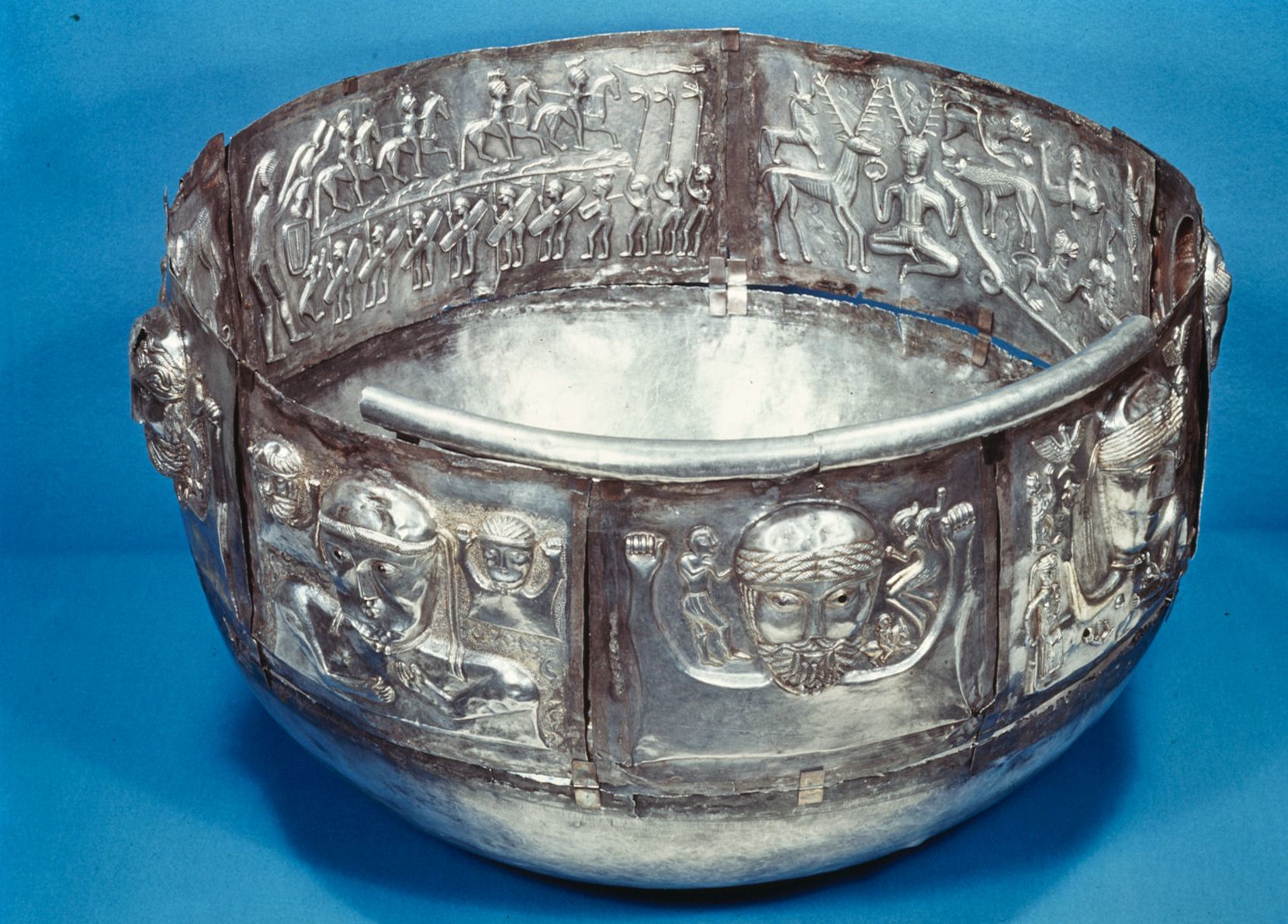
A gundestrupi lelet a Krisztus előtti első századból
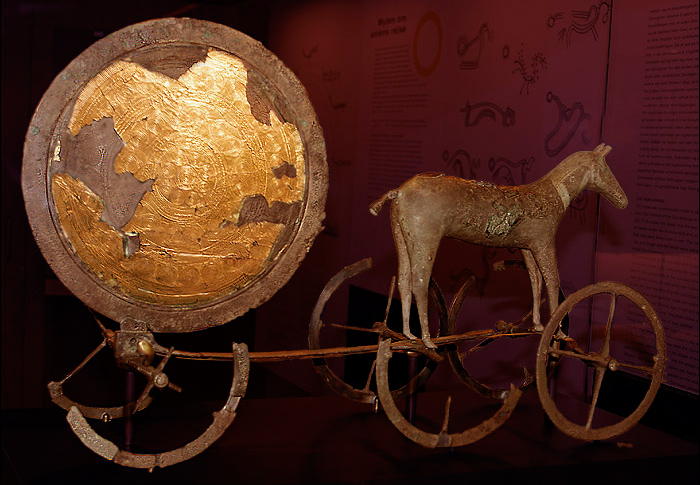
A Trundholmi napszekér
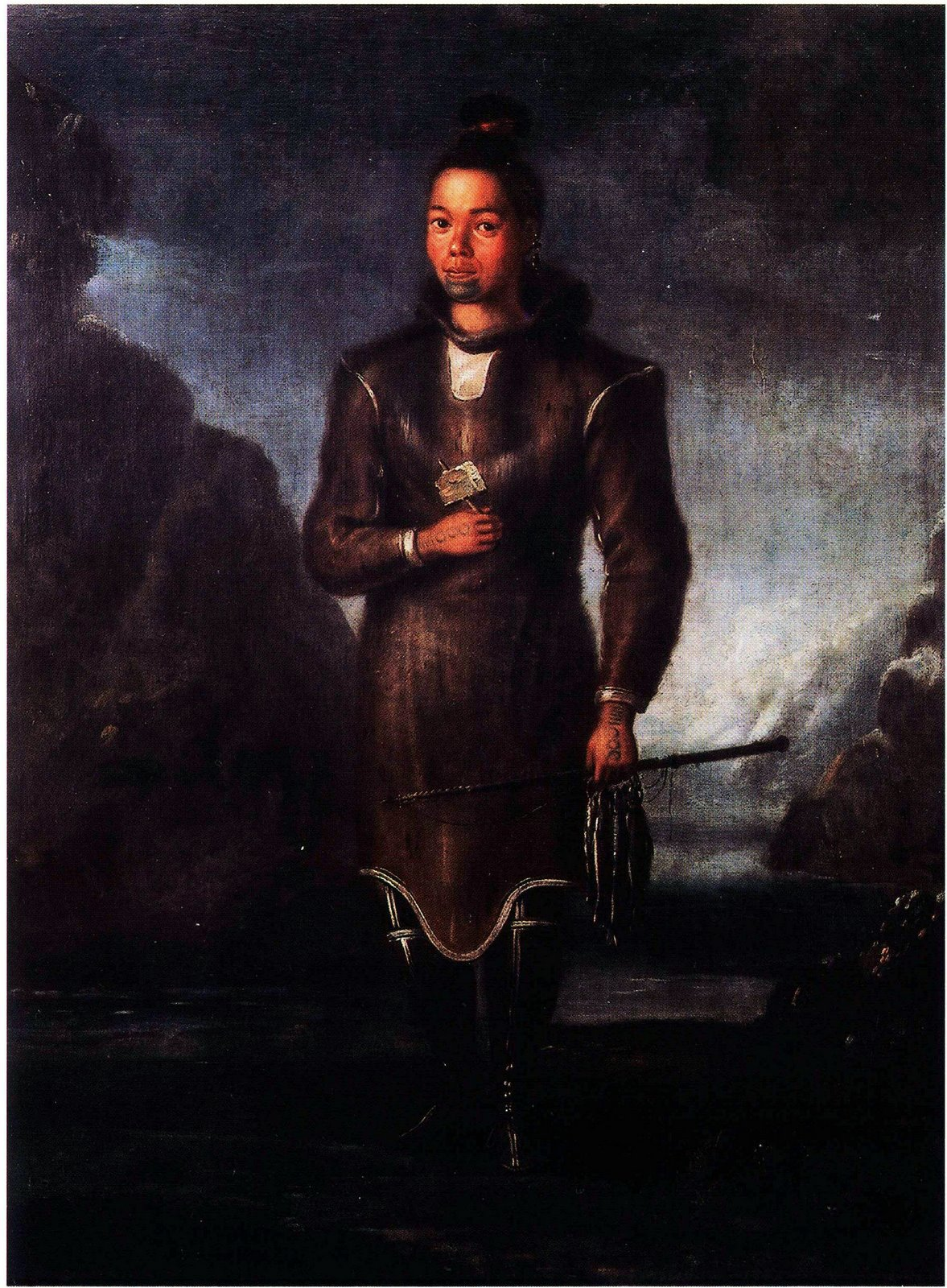
A Nivisarsiaq című festmény, amely egy grönlandi lányt ábrázol a 18. század közepén
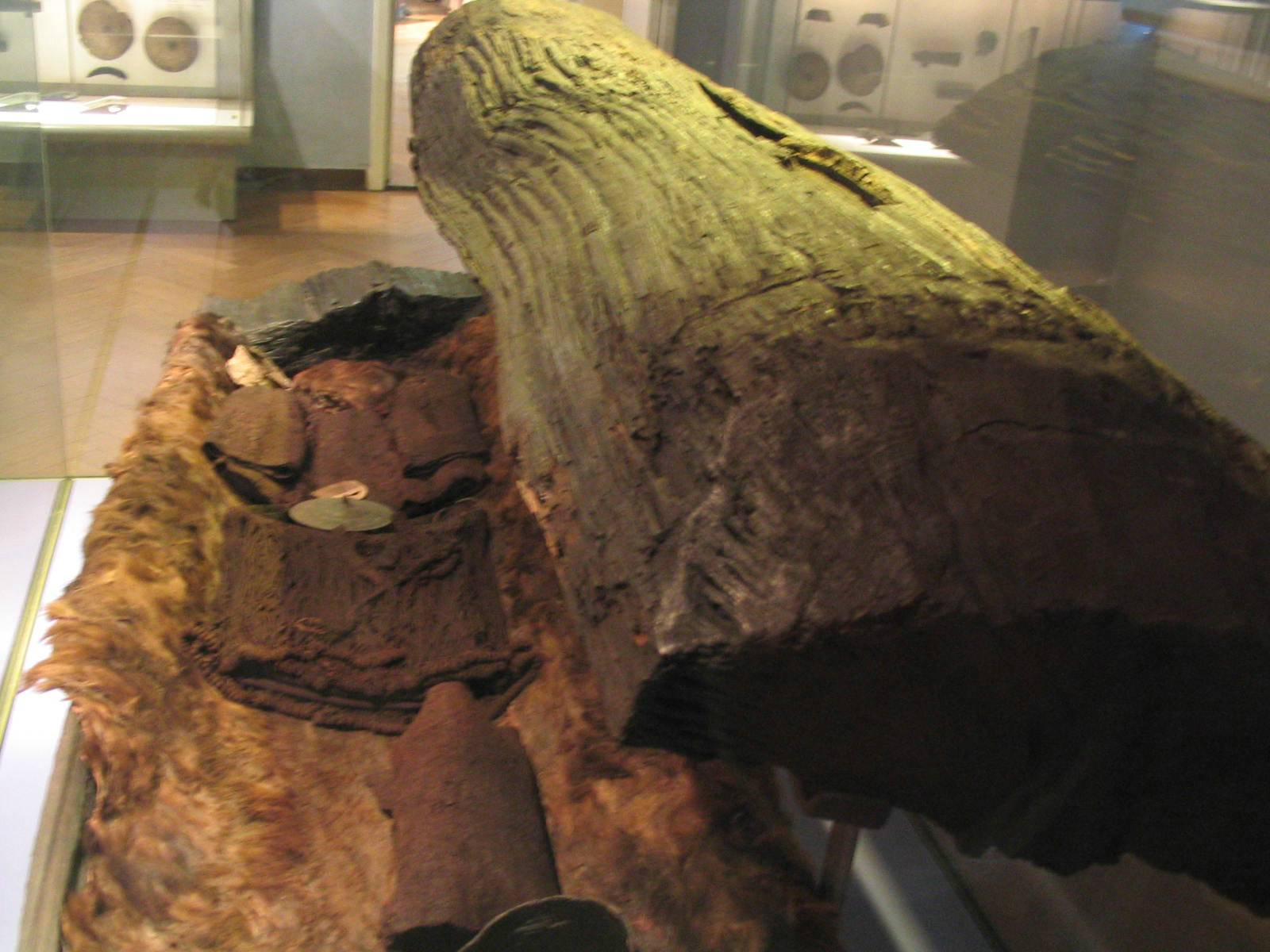
Az Egtved Girl koporsó az északi bronzkor végéről

## Fordítás
- Ez a szócikk részben vagy egészben  a   National Museum of Denmark című angol Wikipédia-szócikk ezen változatának fordításán alapul.  Az eredeti cikk szerkesztőit annak laptörténete sorolja fel. Ez a jelzés csupán a megfogalmazás eredetét és a szerzői jogokat jelzi, nem szolgál a cikkben szereplő információk forrásmegjelöléseként.